# Janjevo
Janjevo (hrvaško Janjevo; srbsko Јањево; albansko Janjeva, Janjevë) je naselje v občini Lipljan na Kosovu. 

### Opis naselja
Janjevo opisujejo kot vas trg ali mestece, mesto, ki se nahaja v občini Lipljan, pri Gornji Gušterici in Tečah.

## Zgodovina

### Rimskoobdobje
Rimski novčiči, ki so jih našli v sledeh od rudarjenja na hribu Ceova pri Novem brdu kažejo na to, da je bilo v teh krajih rudarstvo razvito že v antičnem obdobju.

### Srednji vek
Janjevo je prvič omenjeno leta 1303 kot katoliška župnija; menijo, da so to bili rudarji, ki so pripadali župniji. Ni znano, ali so bili to Dubrovničani ali Sasi. Kadar je šlo za odpiranje zlatih ali srebrnih rudnikov v srednjeveški Srbiji, omenjajo Sase kot rudniške izvedence. Čeprav ni rečeno, da naseljujejo Janjevo, bi na to kazalo naselje Šaškovac, ki ni oddaljeno od Janjeva niti en kilometer.
Leta 1346 je Klemen VI. poslal pismo Dušanu Silnemu glede cerkva, ki so spadale pod Kotorsko škofijo; med njimi je omenjeno tudi Janjevo.
V prvi polovici 15. stoletja, ko je bilo to področje še del Srbske despotovine, je nastalo v Janjevem dubrovniško naselje. V tem času je bilo Janjevo, poleg Novega brda in Trepčanskega rudnika, najpomembnejši rudnik v Srbiji. Od petnajstih kopov pa sta samo dva proizvajala kakovostno rudo. 1455 je začela delovati v Janjevem kovnica denarja.
Krajevna katoliška cerkev, posvečena svetemu Miklavžu, je bila zgrajena v 15. stoletju. Na plošči iz 1425 je omenjen Stephanus Marci, duhovnik v janjevski fari. 1441 je bil duhovnik Andreas župnik janjevske fare in je tam tudi bival. Prebivalstvo katoliške župnije v Janjevem je pripadalo večinoma dubrovniški naselbini – pripadal ji je tudi omenjeni Andreas.

### Osmanskauprava
Janjevo je najbrž prišlo pod Turke potem, ko so 1455 zasedli Novo Brdo.
1530–31 je bilo v Janjevem šest krščanskih in ena muslimanska soseska (mahala). 1569–70 je postalo mesto cesarska last z Otomansko poveljo. Tedaj je bilo v kraju sedem mahal. Marino Bizzi (1570–1624), barski nadškof, je poročal o 120 latinskih (katoliških), 200 razkolniških (pravoslavnih), in 180 turških (muslimanskih) hišah, med svojim potovanjem po Osmanski Srbiji 1610.
Krajevno ustno izročilo pravi, da se je prebivalstvo preselilo na sedanji prostor iz Starega Janjeva (ki se je nahajalo med hriboma Borelina in Surnjevica 1630 zaradi albanskega zuluma (krivice, pritiska).
Ni znano, iz katerih razlogov so Turki 1671 skopsko katoliško stolnico Svete Venerande pretvorili v mošejo. Ne ve se, katera skopska mošeja naj bi to bila. Zategadelj so se skopski nadškofje umaknili v Janjevo ter je tamkajšnja velika cerkev sv. Miklavža rabila kot stolna cerkev.
Znano pa je, da je bil že točno stoletje poprej omajan poseben položaj Barske nadškofije s turškim osvajanjem Zete in padcem Bara pod osmansko oblast 1571. Tedaj ne le, da je Barska Cerkev izgubila prejšnje predpravice, ampak je precejšnje število prebivalcev katoliške cerkvene občine sprejelo islam ali pravoslavje, a dober del katoliških vernikov se je odločil, zaradi raznih pritiskov, zapustiti rodni kraj. Tako je v nekem trenutku obstajala nevarnost, da bi nadškofijsko katedro prestavili v Skader.
Kako to, da so v tem obdobju namesto katolištva izbirali islam ali pravoslavje tudi na Kosovu? Ko je bila 1452 pod cesarjevim varstvom (Grkom) v Carigradu razglašena edinost med Vzhodno pravoslavno in Zahodno katoliško Cerkvijo, se je fanatično ljudstvo ogibalo Sofijine cerkve, v kateri je bila unija razglašena; vse je vpilo, da je boljše turško gospostvo kakor papeški in latinski jarem ("Rajši turban kot tiaro!"). 1453 je padel Carigrad. Turška vlada je spoznala, da so grški patriarhi dobri zavezniki njenega despotizma; zato je rada podpirala razkolnike nasproti katoličanom. S pomočjo turške vlade se je vzdrževala grška cerkev v turškem cesarstvu; s turško pomočjo se je borila proti katoličanom in izpodrivala domače duhovstvo pri Srbih in Bolgarih.
Eno prvih šol v zgodovini Kosova so odprli ravno v Janjevem 1665 in še danes deluje.

### Sedanjost

#### Izseljevanje
Leta 1922 Baerlein trdi, da so Avstrijci poskušali skozi trideset let poalbaniti janjevsko prebivalstvo. Niti eni od oblasti ni bilo v interesu, da bi Hrvate "poalbanili". Za svojo nenavadno trditev Baerlein ne navaja nobenih dokazov, kar ni čudno, saj je pomešal pojme.  
Preganjanje Hrvatov pa je bilo močno 1920-ih, pa tudi leta 1948. Stopnjevalo pa se je ob razpadu Jugoslavije - o čemer govorijo verodostojni viri.
Odvetnik Palić, takratni tajnik Hrvaškega društva ‘Janjevo’, je 12. marca 1992 pisal v pismu vladi RH, da se je več kot 90% Janjevacev sklenilo izseliti s Kosovega na Hrvaško; v januarju in februarju 1992 se je izselilo 70 družin, medtem ko je v Zagrebu živelo že 5000 Janjevcev. 
| Izdaja monografije „Kistanje – Novo Janjevo 1991 - 2017“ (Slovenski prevod) |
| --- |
| Hrvatje na Kosovu so bili pod političnimi pritiski velikosrbske politike, onemogočali so jim trgovino v Srbiji, uničevali imetje, uprizarjali izpade, mobilizirali so jih v sovražno vojsko za napad na Hrvaško. Zaradi okoliščin 1990-ih, v katerih so Srbi za vojaški napad na Hrvaško želeli uporabiti tudi Hrvate s Kosovega, so Janjevci začeli zapuščati ta rodni kraj, ki so v njem bivali od 14. st. Na Hrvaškem so iskali pomoč od politikov, uglednikov, cerkvene hierarhije, klera. „Tako smo kot poslanstvo odšli tudi do kardinala Kuhariča. Skozi zgodovino so Janjevci trpeli, živeli v negotovosti in bili zlostavljani. ‘Najnovejše je bil tedaj strah za mlade, da jih ne bodo vpoklicali in poslali boriti se proti lastnemu ljudstvu.’ Kardinal Kuharič je na to rekel: ‘Naj vam Bog pomoga! Mi vam bomo pomagali in vas spremljali v vsem, kolikor bomo mogli’“, je spomnil Sebastijan Palić. Urednik monografije „Kistanje – Novo Janjevo 1991. – 2017.“ Zvonimir Ancić je opisal tisti čas takole: „V Janjevem, kjer je župnik Josip Dučkić, vlada obup. Naši ljudje trkajo na njegova vrata: ‘Župnik, kaj čemo? Hrvaška gori! Naši ljudje dobivaju pozive za k vojakom’. Družine se počasi ločujejo. Naši številni fantje odhajajo na Hrvaško, ker niso hoteli iti v JLA.“ |

26. februarja 1993 je pod Miloševičevim pritiskom Janjevo zapustilo čez dvesto družin. Kardinal Kuharič je odhodu najprej nasprotoval. Ko so mu dejali, da so opravili svoje poslanstvo in da sedaj katoličani imajo svojo urejeno hierarhijo, je popustil. Po pregonih iz 1990-ih so se Hrvatje iz Janjeva največ naselili na Hrvaško, in sicer v Kistanje, ki ga imenujejo Novo Janjevo.
1997 je hrvaška vlada začela načrtno preseljevati izpričane Hrvate iz vasi v Kistanje na Hrvaškem. Med Kosovsko vojno 1998-99 je Kosovska osvobodilna vojska (KOV) napadla vas. Tako je ostalo 2011 v vasi le 270 od predvojnih 1500 Hrvatov.

#### Revščina
Danes se manjšinska hrvaška skupnost, ki živi v Janjevem, skupaj s pripadniki drugih narodov, bori za preživetje in se spopada s težkimi gospodarskimi razmerami, kar je razlog za odhod številnih prebivalcev. Trenutno je večina hiš v kraju zapuščenih in porušenih. Zaposleni sta samo dve družini, ki imata svoje podjetje; drugi prebivalci so obubožani in živijo na robu obstoja – od socialne pomoči. Prebivalci Janjeva so od kosovskih ustanov zahtevali, da se maloštevilnim hrvaškim otrokom, ki živijo v državi, omogoči učenje v domačem hrvaškem jeziku – doslej imajo namreč srbski učni program. Po njihovem bi bile potrebne naložbe v kulturo, šport in infrastrukturo, da bi olajšali življenje Hrvatom, ki živijo v Janjevem in drugod po Kosovu.
Ljubica Berišić, učiteljica v osnovni šoli v Janjevem, pravi: »Ljudje odhajajo za boljšim življenjem. Imamo 85 učencev; 47 so hrvaške narodnosti, a z nami so tudi Cigani. Sedaj so nekateri končali srednjo šolo, pa ni dela – in jih je odšlo petero.« Iz Prištine je z avtom potrebno manj kot pol ure do hribovitega Janjeva. Nekoč važen rudarski, obrtniški in trgovski kraj, je Janjevo danes zelo revno in dobivanje dela enako muči Albance, Hrvate in Rome, saj v tej mešani sredini ni medetičnih napetosti. 
Cerkev Svetega Nikolaja je važno zatočišče tukajšnjih Hrvatov. Ker skupnost nima svojega političnega predstavnika, vlogo varuha pogosto prevzema janjevski župnik Matej Palić. Zbrani v cerkvi Janjevci obeležujejo Božič. To je njihov kraj za molitev, veselje in žalost. Obnovljena cerkev in nova stavba šole so le neke sledi normalnega življenja in odgovor na dilemo, da niso ravno vsi zapustili svojega rodnega kraja.

#### Upadanje hrvaškega prebivalstva na Kosovu
Leta 1948.je  bilo na Kosovu 5.290 Hrvatov (0.7 % prebivalstva). Po službenem popisu tedanje Jugoslavije je bilo 1971 na Kosovu že 8.264, a 1981 kar 8.718 Hrvatov (0.6% prebivalstva), 1991. 8.062 (0.4% celotnega prebivalstva), a 1998 jih je bilo 1.800. Leta 2013 jih je bilo v Janjevem kakih 195. Kljub rasti poprej je bil njihov odstotek sedaj manjši zaradi hitrejšega naravnega prirastka albanske večine.
Pred 1991 je na takratnem Kosmetu (Kosovo in Metohija) živelo skoraj devet tisoč Hrvatov. Mladi so med vojno iz strahu pred nasilno mobilizacijo že odhajali. K množičnemu odhodu je po besedah ravnatelja janjevske osnovne šole prispeval prihod voditelja srbskih radikalov Vojislava Šešlja, ki je Janjevce vprašal, češ kaj še čakajo, čemu ne odidejo. Nekateri omenjajo pijanega oficirja, ki je oborožen Janjevce izzival in žalil, da jih je župnik komaj odvrnil od spopada.

### Visoki obiski - velike obljube
Visoki državniki zlahka dajejo visoke obljube, a je do njihove izpolnitve navadno dolga pot; to se dogaja tudi tukaj.
2012 je kosovska predsednica Jahjaga med obiskom Janjeva obljubila, da bo hrvaška skupnost vključena v kosovsko ustavo in da bo imela v skupščini eno mesto. Zvedela je, da je pereče vprašanje stalno izseljevanje Hrvatov, kakor tudi uničevanje in ropanje njihove lastnine. Obiskala je katoliško cerkev, župnika Mateja Paliča in navzoče krajane, ter jim zagotovila mesto v skupščini Republike Kosovo.
Ta obljuba ni bila izpolnjena. Tako je podobno štiri leta pozneje, 2016, kosovski predsednik Thaçi ob obisku Janjeva zopet obljubil, da bodo Hrvate po spremembi ustave priznali kot narodno manjšino – kar jim bo omogočilo, da bodo dobili svojega predstavnika v skupščini, kjer bo zagovarjal njihove pravice. S tem se je seveda strinjal tudi domači župnik. Tega leta je bilo v Janjevem še 250 Hrvatov.
Hrvaški državni tajnik Majdak je obiskal v Janjevem župnika Palića leta 2019; katoliških faranov je bilo 315: od teh 205 Hrvatov in 110 Albancev. Za primerjavo je 1991 v Janjevem živelo 4550 Hrvatov-katolikov, a v naslednjih dveh letih se jih je izselilo okoli 2500; izseljevanja so se nadaljevala vsako leto, zlasti med vojno na Kosovu, ko je veliko župljanov zapustilo svoja ognjišča.
Janjevo je danes kraj, ki ohceti ne pomni že leta; zadnja leta ga je na prizadevanje župnika Mateja vendarle obiskalo več hrvaških dolžnostnikov. Pred Josipovićem 2013 je bil na obisku takratni hrvaški predsednik Mesić, pa predsednica vlade Kosorjeva, vendar se po mnenju domačina Josipa Glasnovića – ki pa že tudi sam dolgo živi v Zagrebu – ničesar ni spremenilo na bolje in bi "morda bilo najbolje, da bi se tudi preostali janjevski Hrvati z 'nekaj avtobusi' preselili na Hrvaško, kje bi jim bilo boljše, saj tukaj nimajo prihodnosti".

## Versko življenje
Življenje katoličanov v Janjevem je bilo iz več razlogov tesno povezano s tistim v Letnici, pa tudi v drugih katoliških enklavah širom Kosova, kot so Binač, Zjum, Priština, Prizren, Uroševac; in sicer ne glede na to, ali so bili tam katoliški Hrvatje ali Albanci. 
Cerkev Sv. Miklavža je bila zgrajena 1856 na ruševinah stare cerkve v času, ko so Osmani pod pritiskom evropskih velesil popustili, ter vsaj načelno dovolili raji versko svobodo - med drugim tudi zidanje cerkva. Po cerkvenih podatkih je bilo leta 1974 v vasi 4500 katoličanov, od teh 500 v izseljenstvu. V vasi sta bili dve osnovni šoli. Janjevo je imelo za kaplana domačina Martina Paliča, medtem ko je opravljal službo župnika sam skopsko-prizrenski škof Čekada. »Naše salezijance«, ki so v župniji uspešno delali, je zaradi pritiskov domačega klera odslovil iz župnije – kar so mu nekateri verniki hudo zamerili. 1974 je prišel na spravni obisk v Cerknico k bivšemu janjevskemu župniku Jožetu Pungerčarju. 
Baković
Najbolj znan po celi takratni Jugoslaviji je bil janjevski župnik Anto Baković, ki je ustanovil mladinski pevski zbor Beli angeli in je bil tudi verski pisatelj, publicist, politik in zgodovinar. 
Dučkić
1981 je bil v Janjevem župnik Nikola Dučkić, medtem ko je bil kaplan in veroučitelj Slovenec Osvald, ki je deloval v več kosovskih krajih in so ga ljudje ohranili v lepem spominu - oba še živita (2019). Podružno cerkev sv. Sebastijana mučenca v Pešterju - ki je postala pozneje samostojna župnija - so upravljali takrat slovenski salezijanci iz Prištine.
Nikolajeva zasluga je proslava 675-letnice prve pisane omembe župnije Janjevo 1978, posvetitev obnovljene župnijske cerkve v Janjevem 1985, obisk kardinala Kuharića 1991 v zvezi z načrti o selitvi iz Janjeva na Hrvaško; obisk kardinala Kuharića in apostolskega nuncija v Janjevem in svete Matere Terezije, kakor tudi številne nove maše. 
»Vsi ti milostni trenutki so se odvijali pod čvrsto in organizacijsko sposobno roko našega župnika, ki ga je krasila ljubezniva gostoljubnost, skrb za duhovne poklice, pa tudi za odprtost do novega življenja v družinah.« Župnik je bil vedno z ljudstvom – ž njim je delil dobro in hudo. Skrbel pa je tudi za materialno izgradnjo: temeljito je obnovil cerkev v Janjevem (1981-1985), pa tudi svetišče v Letnici; v Kistanjah pa je zgradil veliko župnijsko cerkev Sv. Nikolaja.
Palić
Sedaj (od 2016) je župnik Matej Palić, ki ga neizostavno obišče vsaka visoka delegacija. On piše na vse strani, da ta mala izumirajoča manjšinska skupnost potrebuje podporo in zaščito – da bi imela prihodnost. 
Cerkev v Janjevem je kot matica. Preostali Hrvatje se v glavnem zbirajo okoli župnijske cerkve sv. Miklavža, okoli mladega župnika rojenega Janjevca Mateja, ki je postal simbol in motiv za ostajanje. To je človek, v katerega so uprti pogledi polni upanja; tudi sam se zaveda, da bi vsi preostali zapustili Janjevo, kolikor bi župnija ostala brez župnika in obredov.

### SlovenskisalezijancivJanjevem
1. Sraka (1912–1966) je začel misijonsko delo v diaspori že 1947. Najprej je bil leto dni kaplan v francoski cerkvi na Vračarju v Beogradu, nato eno leto župnijski upravitelj v Uroševcu. Med 1949–1955 je bil župnijski upravitelj v Janjevem in dve leti tudi dekan. Pod obtožbo, da je vzbujal versko nestrpnost, je bil obsojen na dve leti in pol zapora v Nišu in Mariboru. [41] Njegovo hudo trpljenje v ječi ter surovo komunistično »prevzgojo« opisuje v svoji knjigi Z udarci do oltarja njegov sotrpin in poznejši janjevski župnik Anto Baković, ki mu je s tveganjem lastnega življenja večkrat pomagal. Sraka je bil šibkega telesa, nezmožen doseči visoke norme pri tlačanskem delu - Baković pa je bil čvrst in močan Bosanec, za katerega je bilo težaško delo prava igrača in je kljub prepovedi po možnosti še drugim pomagal.[42]
2. Pungerčar (1920–1992) je služboval v Janjevem v dveh obdobjih: 1957–1961 kot kaplan, a 1964–1967 kot župnik in ravnatelj redovne skupnosti. Ko je postal nato župnik v Cerknici, je s seboj iz Janjeva pripeljal tudi mežnarja Miha z družino.[43]
3. Bakan (1913–1997) je 1958 prišel v Janjevo in Prištino, kjer je bil najprej duhovni pomočnik, nato pa spiritual v več sestrskih skupnostih. 1959 je začel v Prištini graditi župnišče, župnijsko cerkev in samostan za sestre sv. križa (križarice iz Džakovega). 1964 je postal župnik novoustanovljene župnije Sv. Antona Padovanskega v Prištini. Prejšnjo malo katoliško cerkev v starem središču Prištine so morali porušiti, vendar se nihče od delavcev ni hotel lotiti dela, niti muslimani ne, češ: »Nočemo podirati cerkve, da mi otroci ne bodo prekleti.« Zato se je sam povzpel na vrh, snel križ in ko so staro cerkev podrli, so zgradili novo nad bolnišnico, v kateri so bile sestre usmiljenke zaposlene.[44]
4. Skuhala (1904–1973) je bil 1955–1957 župnijski upravitelj v Janjevem, kjer je obnovil cerkev in duhovno prenovil župnijo. Nato je bil (1966–1971) župnik v Prištini. Zanj ni bilo razlikovanja ljudi glede na narodnost ali jezik. V vsakem je videl najprej človeka, ki mu je treba pomagati. Velik del življenja je posvetil katoličanom v diaspori in s tem postavil trden temelj salezijanske navzočnosti. Imel je odlične odnose s predstavniki drugih verskih skupnosti, tako s pravoslavnimi kot z muslimani; imenovali bi ga lahko velikega ekumenskega delavca.[45]
5. Kovačič (1902–1974) je v prvih dvanajstih letih deloval kot vzgojitelj in veroučitelj na Hrvaškem. 1947–1954 je bil zaprt in to je bil čas hudih preizkušenj, vendar ni omagal. 1961 je odšel v diasporo in deloval med katoličani v Janjevem in na Kosovem polju, od 1965 v Nišu in Knez selu pri sestrah križaricah. Bil je neumoren delavec, jasne, odločne in vedre besede in kar se da vesten v svojih dolžnostih.[46]
6. Kuhar (1919–2009) je dolga leta deloval v diaspori: Janjevo, Niš, Beograd-Karaburma. Za Janjevo so ljudje pravili, da mora vsak župnik, ki pride tja, nekaj let odsedeti. Tudi Kuharja je UDBA zaprla brez obtožnice. V zaporu so mu podtaknili "jetnika", ki je pripovedoval politične vice, pa je tudi Franca nagovoril, da je enega povedal in sicer: »Planiramo – planirate – planirajo – kateri čas je to?« Odgovor je bil: »Izgubljeni.« Za to nedolžno šalo je dobil dve leti zapora. Janjevce je cenil kot verne katoličane; bil je vesel, ko se je z njimi srečeval v Nišu in drugod.[47][48][49]
7. Kouter (1915–1981) je bil od leta 1949 v župnijski pastorali, od tega dobrih deset let v diaspori kot župnijski upravitelj ali duhovni pomočnik v Uroševcu (1956–1959), Nišu in Janjevem.[50]
8. Rozmarič (* 1937) je bil kot kaplan v Janjevem duša glasbenega življenja. Izkoristil je njihovo nagnjenje do petja, ter je ustvaril odličen mladinski zbor, ki se je pozneje, pod Bakovićem, proslavil pod imenom Beli angeli – in je hodil gostovat po svetu, tudi v Slovenijo.[51]

Gaši
Na salezijance ima lepe spomine tudi upokojeni barski nadškof in primas Srbije Gaši
| Nisja për seminarin salezian Rjekë - 1954 (albanski izvirnik) | Odhod v salezijansko semenišče na Reki - 1954 (slovenski prevod) |
| --- | --- |
| Famullitari i atëhershëm i Janjevës, Don Vinko Sraka sdb, kishte biseduar me t’atin që të na lejonte të shkonim në shkollë për priftërinj: vëllain Cakin dhe mua. Në Letnicë, për festën e Zojës së Madhe, u takuam edhe ne me Don Vinkun. Ishte 14 gushti dhe ne u desh të nisemi pas 10 ditëve. Më 24 të atij muaji u nisëm për Janjevë. Cakin e ndalën me dy seminaristë të tjerë në Janjevë, ndërsa unë me tre të tjerë (Tomo Berishiy, Vlado Dodiy, dhe njëri me mbiemër Geçeviq, që emrin nuk e mbaj në mend) u nisëm për Lipjan në një qeze (karrocë) me dy rrotë. Nga aty u nisëm me tren për Beograd, në një vagon për kafshë, pa banka, pa karrige, pa dyer e dritare. Në Beograd ndërruam trenin për Zagreb, ku arritëm pas 24 orësh nga koha kur ishim nisur nga Janjeva. Në Zagreb bëmë një pushim dy – tri ditësh në Knezhia tek Salezianët. Vazhduam pastaj për Rjekkë. | Takratni janjevski župnik Vinko Sraka je meni z bratom Cakinom omogočil, da sva lahko šla v šolo za duhovnike. V Letnici, kjer se nahaja božjepotna cerkev Marijinega vnebovzetja, sva se 14. avgusta 1954 srečala z župnikom Vinkom in se pred praznikom Velikega šmarna dogovorila, da odideva čez deset dni s petimi drugimi fanti iz Janjeva; odpravili smo se v dvokolesnem vozu do Lipljana, od tam pa v živinskem vagonu – brez klopi, stolov, vrat, oken – do Beograda; nato smo prestopili za Zagreb, kamor smo prispeli po 24 urah. Pri salezijancih smo nekaj dni počivali na Knežiji in potem nadaljevali potovanje do Reke, (kjer smo vstopili v salezijansko semenišče). |

Gaši se je po končani srednji šoli vrnil v Janjevo na pedagoško prakso, ki mu je bila od velike koristi.
| Asistenca – praktika pedagogjike (Janjevë, 1962–1963 – albanski izvirnik) | Asistenca – pedagoška praksa (Janjevo, 1962–1963 - slovenski prevod) |
| --- | --- |
| Pas maturës, eprorët më caktuan vitin e praktikës pedagogjike në Janjevë, që atëhere ishte famulli saleziane. Një kohë aty ishte Famullitar Joze Pungerçar e pastaj Franc Kuhar, ndërsa kapelan Don Alojz Kovaçiq. Famullia Janjevës atëbotë ishte e madhe rreth 4000 besimtarë. Jeta në famulli ishte shumë dinamike. Kishte shumë fëmijë dhe rreth 60 ministrantë. Të hënën, të martën, të mërkurën dhe të premten mbaja katekizëm në Janjevë ndonjëherë dhe 4 orë në ditë, ndërsa të enjteve shkoja në Peshter për katekizëm. Udhëtimin e bëja në këmbë nëpër shi, borë, baltë, por e bëja me shumë dëshirë e vullnet. Ai vit baritor në atë famulli ishte për mua sa i bukur, i begatshëm, aq edhe i lodhshëm e me shumë përgjegjësi, Ishte me të vërtetë kënqësi të punosh me gjithë ata fëmijë a të rinj sa që vështirë mund të përshkruhet me fjalë. Aty kam fituar një përvojë pedagogjike dhe edukative që më ka ndihmuar tërë jetën, qoftë si famullitar shumë vjeçar në Prishtinë, qoftë si drejtor i IKK në Shkodër, por edhe në shërbimin tim episkopal në Argjipeshkvinë e Tivarit. | Po maturi so mi nadrejeni dodelili leto pedagoške prakse v Janjevem, ki je bilo takrat salezijanska župnija. Tam je bil ta čas župnik Jože Pungerčar in nato Franc Kuhar, kaplan pa Alojz Kovačič. Župnija Janjevo je štela v tistem času približno 4.000 vernikov. Življenje v župniji je bilo zelo razgibano. Bilo je veliko otrok in okrog 60 ministrantov. Ob ponedeljkih, torkih, sredah in petkih sem v Janjevem navadno po štiri ure na dan držal verouk, ob četrtkih pa v Pešterju katekizem. Potovanje sem opravil po dežju, snegu, blatu, a sem vse to storil z veseljem. Pastoralno leto v tej župniji je bilo zame tako lepo, uspešno, pa tudi naporno in odgovorno. V resnici je bilo veselje delati z vsemi temi otroki ali mladimi, kar je težko opisati z besedami. Tam sem si pridobil pedagoške in izobraževalne izkušnje, ki so mi pomagale vse življenje: kot dolgoletnemu župniku v Prištini, kot ravnatelju MCI v Skadru, pa tudi na moji škofovski službi v nadškofiji Bar. |

Duhovniški poklic je začutil takrat tudi Dučkič.
Nikola (* 1941) je bil prvi župnik-domačin po petdesetih letih in dušni pastir župije sv. Nikolaja v Janjevem skozi 15 let (1974–1989). Nato je bil 11 let župnik svetišča Matere Božje v Letnici (1989–2000). Župnik v albanskem kraju Binaču v župniji sv. Antona je bil od 1969–1974, pred tem pa kaplan v Stubli. Dobro se je naučil albanšččine. Bil je tudi 26 let dekan Kosovskega in Makedonskega dekanata (1969–1995) v Skopsko-prizrenski škofiji, svetnik (konzultor) in desetletni skopsko-prizrenski ekonom. 

V Kistanjah pri Zadru, kjer zdaj živi 1250 izseljenih Janjevcev, je bil Nikolaj 1999 postavljen za župnika in je tam obhajal zlato mašo 2016.
| Mons. Nikola Dučkić, župnik Kistanja, proslavio 50 godina svećeništva (hrvaški izvirnik) | Prečastiti gospod Nikoa Dučkić, župnik Kistanja, je proslavil 50 let duhovništva (slovenski prevod) |
| --- | --- |
| Mons. Nikola Dučkić, župnik Kistanja, proslavio je pedeset godina svoga svećeništva predvodeći svečano misno slavlje u župnoj crkvi Sv. Nikole biskupa u Kistanjama. To je slavlje bilo ujedno svjedočanstvo duha i prikaz polustoljetne povijesti Janjevaca u čijim životima don Nikola zauzima istaknuto i jedinstveno mjesto, kao čovjek koji je svećeničkim djelovanjem obilježio i pomogao život Janjevaca, i u doba zadnjeg progona i odlaska Hrvata Janjevaca s Kosova 1991. Desetak svećenika i desetak redovnica krenulo je u svoje zvanje na poticaj i u vrijeme don Nikole kao župnika. Dr. Palić je rekao da su prvi koraci don Nikolina svećeništva kao kapelana u Stubli i župnika u Binču među Albancima učili ga otvorenosti. Svladao je albanski jezik kako bi povjerenim vjernicima navijestio Božju riječ. Zauzimanjem don Nikole u Janjevo dolaze Milosrdne sestre svetog Križa iz Đakova, čije su redovnice, podrijetlom Janjevke, sudjelovale i u misi zlatnog jubileja u Kistanjama. Na misi je bila i s. Ozana Gucić, koja je radila dugo u Nišu, a sad je u Zemunu. Ta je školska sestra franjevka Mariborske provincije jedna od najstarijih sestara Janjevki. Trenutačno je 38 svećenika, 30 redovnica i desetak kandidata u raznim karizmama, podrijetlom iz Janjeva. On svoje zvanje osobito duguje poticaju svog župnika u Janjevu. Na kraju 5. razreda, salezijanski svećenik Vinko Sraka, podrijetlom Slovenac, pitao ga je: "Kolja, hoćeš ti biti svećenik?" Kolja je nadimak za Nikola, na albanskom. "Hoću", odmah je odgovorio Nikola, ne očekujući to pitanje župnika, premda je bio redoviti ministrant i tu je klicu nosio u sebi. "To obećanje mom župniku da ću biti svećenik uvijek me kasnije držalo da to i ostvarim." | Prečastiti Nikola Dučkič, župnik Kistanja, je proslavil petdeset let svojega duhovništva in je vodil slovesno mašno slavje v župnijski cerkvi sv. škofa Nikolaja v Kistanjah. Ta slovesnost je bila obenem pričevanje duha in prikaz polstoletne zgodovine Janjevcev, v katerih življenju gospod Nikola zavzema posebno in edinstveno mesto kot človek, ki je z duhovniškim delovanjem zaznamoval in podpiral življenje Janjevcev tudi v obdobju zadnjega pregona in odhoda Hrvatov Janjevcev s Kosovega 1991. Desetina duhovnikov in redovnic je vstopila v duhovni poklic na Dučkićevo spodbudo. Že prvi koraki Dučkićevega duhovništva kot kaplana v Stubli in župnika v Binaču med Albanci so ga učili odprtosti. Obvladal je albanščino, da bi lažje oznanjal vernikom Božjo besedo. Pomagal je revežem in ni gledal na to, kdo je Hrvat ali Albanec, Srb ali Cigan. Po prizadevanju gospoda Nikolaja so prišle v Janjevo usmiljenke svetega križa iz Džakovega; njihove redovnice, po poreklu Janjevke, so sodelovale na maši zlatega jubileja v Kistanjah. Pri maši je bila tudi sestra Ozana Gucić, ki je dolgo delovala v Nišu, a je sedaj v Zemunu. Ta šolska sestra frančiškanka mariborske province je ena od najstarejših sester Janjevk. Trenutno je 38 duhovnikov, 30 redovnic in desetina kandidatov v raznih duhovnih gibanjih, ki so rodom iz Janjeva. Svoj poklic dolguje Nikolaj spodbudi salezijanskega župnika Slovenca Sraka, ki ga je na koncu 5. razreda vprašal: “Kolja, ali hočeš biti duhovnik?” “Hočem”, je takoj odgovoril pripravljeno, saj je bil ministrant in je to klico nosil v sebi. “Ta obljuba mojemu župniku pa me je vedno podpirala, da sem to tudi uresničil.” |

## Pomembne osebnosti
- Matija Mazarek (oziroma Matija Mazrreku; latinsko Mattaeus Massarech; 1726–1808) katoliški nadškof v Skopju.
- Nikola Čolak, hrvaški zgodovinar.
- Josip Glasnović, hrvaški športni strelec, olimpijski zmagovalec v trapu
- Đorđija Palić, hrvaška pevka[54]
- Štefan Gjeçovi (1874–1929), kosovsko-albanski katoliški duhovnik, frančiškan, mučenec, pisatelj, prevajalec, folklorist in arheolog, preučeval je Zakonik Leka Dukadžinija (albansko Kanuni i Lekë Dukagjinit); srbohrvaško Zakonik Leke Dukagjinija; Kanon Leke Dukađinija)[55];
- Željko Glasnović, hrvaški general rodom iz Janjeva;
- Marija Glasnović, prva učiteljica na Kosovem;
- Serafin Kodić Glasnović, blaženec-mučenec Katoliške Cerkve;
- Fra Ivan Matić, voditelj Hiše srečanj Tabor (hrvaško voditelj Kuće susreta Tabor);
- Marijan Brkić, skladatelj, aranžer, producent in kitarist, znan po svojem delovanju v sestavih Prljavo kazalište in Parni valjak;
- Mario Petreković hrvaški radijski in TV voditelj, komik in igralec;
- Lovro Dokić, hrvaški paraolimpijski reprezentativec v smučanju;
- Zef Gashi, kosovsko-albanski salezijanec, duhovnik, barski nadškof in primas Srbije;
- Ambrozije Matušić SDB, janjevsko-hrvaški salezijanec, duhovnik, dva mandata je bil inšpektor Hrvaške salezijanske inšpektorije, ki se razprostira po Hrvaškem ter v Bosni in Hercegovini.